# Brita Ewert
Brita Ewert, född 7 september 1902 i Stockholm, död 14 april 1998 på Stora Sköndal, var en svensk operasångerska.
Brita Ewert var dotter till överstelöjtnanten Carl-Axel Ewert. Hon studerade 1932–1939 såg för S. Terlizzi och från 1940 för E. Pawlo och scenisk framställningskonst för Liva Järnefelt 1928–1930. 1933 tilldelades hon Christina Nilssonstipendiet. Ewert debuterade på Kungliga Teatern 1930 som Ortrud i Lohengrin och anställdes där samma år. Förutom wagnerrollerna Ortrud, Brangäne i Tristan och Isolde, Magdalena i Mästersångarna i Nürnberg, Fricka i Rhenguldet och Waltraute i Ragnarök har hon sjungit verdipartier som Azucena i Trubaduren, Eboli i Don Carlos och Amneris i Aida. Ewert framförde även Carmen och Djamileh, Kontsjakovna i Furst Igor och Ljubava i Sadko, Herodias i Salome samt svenska operapartier som Brita i Kronbruden, Modern i Prinsessan av Cypern och Singoalla. Därtill medverkade hon i Verdis Requiem samt flera oratorier, Händels Messias, Beethovens Missa solemnis och Mendelssohn–Bartholdys Paulus.